# Naoki Urasawa
Naoki Urasawa (浦沢 直樹, Urasawa Naoki; Fuchū, 2 januari 1960) is een Japanse mangaka.

## Levensloop
Naoki behaalde een diploma economie aan de Meisei-universiteit. In 2008 kreeg hij een post als docent aangeboden aan de Nagoya Zokei-universiteit, waar hij colleges over manga gaf.

## Carrière
Hij maakte zijn professionele mangadebuut met Return in 1981. Van zijn werken werden er drie tot een anime herwerkt:
Yawara! A Fashionable Judo Girl (1986-1993), Master Keaton (1988-1994), en Monster. Dat laatste is een psychologische politiethriller. Zijn bekendste werk, 20th Century Boys (2000-2006), werd omgezet in een filmtrilogie. Naoki won ook driemaal de Shogakukan Manga-prijs, tweemaal de Tezuka Osamu Cultuurprijs, en eenmaal de Kodansha Manga Prijs.
In 2008 noemde Pulitzerprijswinnaar Junot Díaz Urasawa 'een nationale schat van Japan' en beviel hij de Monsterserie sterk aan.
In het Nederlands verscheen van hem Monster volledig en de eerste 13 delen van 20th Century Boys. In het Frans verscheen bij uitgeverij Kana een integrale bundeling van de 18 delen van Monster op groot formaat.

## Muzikale carrière
Als tijdverdrijf is Urasawa zanger en gitarist van een rockband, hij gaf zijn debuutsingle Tsuki ga Tottemo... uit in 2008. In 2009 volgde zijn debuutalbum Half Century Man.

## Werken
- Beta!!
- Yawara! A Fashionable Judo Girl
- Pineapple ARMY
- Dancing Policeman
- Master Keaton
- NASA
- Happy!
- Monster
- Jigoro!
- 20th Century Boys
- Pluto
- Billy Bat

- Biblioteca Nacional de España: XX1580667
- Bibliothèque nationale de France: cb136080387 (data)
- Catàleg d'autoritats de noms i títols de Catalunya: 981058518701206706
- CiNii: DA12472357
- Gemeinsame Normdatei: 124241700
- International Standard Name Identifier: 0000 0001 2321 6216
- Library of Congress Control Number: nr96035371
- MusicBrainz: 11ebff31-420a-4ce0-bf4b-78a32983b461
- Bibliotheek van het Japanse parlement: 00154207
- Nationale Bibliotheek van Tsjechië: xx0135851
- Nationale Bibliotheek van Israël: 987007435358905171
- Nationale Bibliotheek van Polen: a0000002597554
- Nederlandse Thesaurus van Auteursnamen: 291105610
- Système universitaire de documentation: 077349474
- Trove: 1152402
- Virtual International Authority File: 116864804
- WorldCat: E39PBJkp9qHgJKbpyVdFmTD8YP